# 张国庆 (驻科特迪瓦大使)
张国庆（？—），男，中华人民共和国外交官，曾任中华人民共和国驻马里共和国特命全权大使和中华人民共和国驻科特迪瓦共和国特命全权大使。

## 生平
张国庆曾任驻比利时大使馆政务参赞。2007年2月，出任中华人民共和国驻马里大使。2011年3月，自驻马里大使离任。2012年2月，出任中华人民共和国驻科特迪瓦大使。2015年6月，自驻科特迪瓦大使离任。

## 家庭
妻子是赵京霞。